# シュトゥットガルト・バレエ団

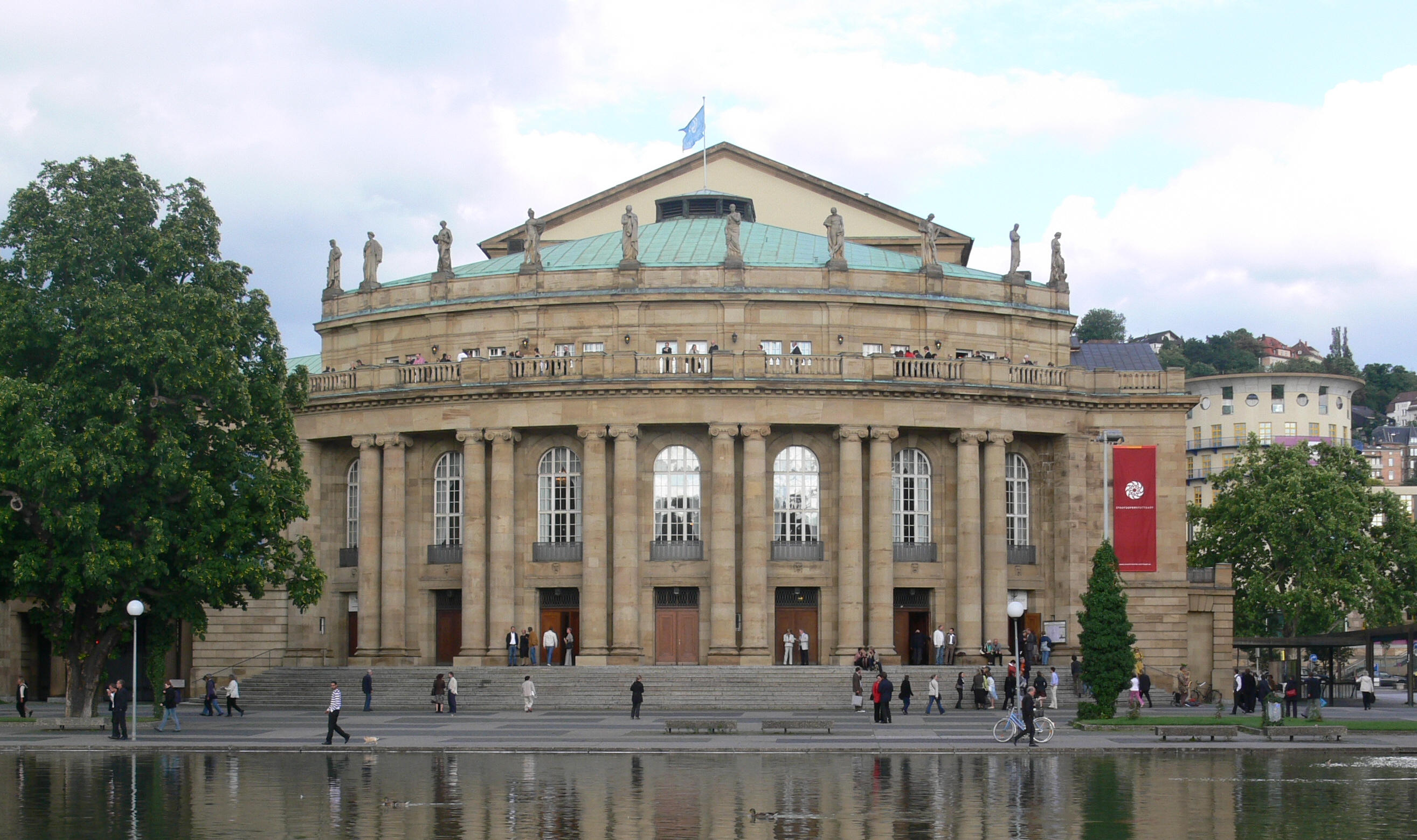
シュトゥットガルト・バレエ団の本拠地、シュトゥットガルト州立歌劇場。

シュトゥットガルト・バレエ団（英語: Stuttgart Ballet）は、ドイツのシュトゥットガルトに拠点を置くバレエ団である。その歴史は古く1609年に創設されたヴュルテンベルク公の宮廷バレエ団にまで遡り、1961年にジョン・クランコによって現代的な組織として再設立された。『オネーギン』をはじめとするジョン・クランコ制作の長編バレエの成功により大きく発展し、1981年にはダンス分野における卓越した業績に対してローレンス・オリヴィエ賞を受賞している。

## 歴史
シュトゥットガルト・バレエ団はヴュルテンベルク公の宮廷バレエ団を源流とし、その歴史は1609年にまで遡る。現在のシュトゥットガルト・バレエ団は、1961年に南アフリカ生まれの英国人ダンサー・振付家ジョン・クランコによって、ヴュルテンベルク州立劇場バレエ団を母体に「刺激的で視覚的にも魅力あるスタイルのバレエ団」として改組されたものである。クランコは芸術監督・振付家としてシュトゥットガルト・バレエ団のために『ロミオとジュリエット』の改訂振付や新作として『オネーギン』、『じゃじゃ馬ならし』などの長編の物語バレエを制作し、ジョン・ノイマイヤーが『椿姫』と『欲望という名の電車』を制作した。1969年に行われた最初の米国ツアーは大成功を収め、現代的なダンス・カンパニーとしては設立間もなかったシュトゥットガルト・バレエ団に国際的な名声をもたらした。 
シュトゥットガルト・バレエ団出身のダンサーからは、クランコの薫陶を受けたノイマイヤーの他にもウィリアム・フォーサイス、フーフワ・ディモビリテ、ウーヴェ・ショルツ、イジー・キリアーン、レナート・ザネッラなど、著名な振付家となった者も少なくない。
1973年6月にニューヨーク公演の帰途でジョン・クランコが急逝すると、芸術監督の座はグレン・テトリー（1974年–1976年）、そしてマルシア・ハイデ（1976年–1996年）に引き継がれた。1996年からはリード・アンダーソンが芸術監督を務めている。振付家のジョルジェット・ツィングリーデスは、クランコやケネス・マクミランの主要なバレエ作品をベネッシュ式記譜法で記録しており、他の国際的バレエ・カンパニーへの振付指導も行っている。
1981年には、ダンス分野における卓越した業績に対してローレンス・オリヴィエ賞を受賞した。

## ジョン・クランコ・スクール
シュトゥットガルト・バレエ団は傘下のバレエ学校としてジョン・クランコ・スクールを擁している。その名称は創設者であり同団躍進の立役者でもあるジョン・クランコにちなんだもので、現在はタデウシュ・マタッチが校長を務めている。